# گوهرمرغ فیروزه‌ای
گوهرمرغ فیروزه‌ای (نام علمی: Cotinga ridgwayi) نام یک گونه از تیره گوهرمرغان است.